# Matthias Küfner
Matthias Küfner (* 28. April 1981 in Bayreuth) ist ein ehemaliger deutscher Torhüter.

## Karriere
Küfner begann beim BSV 98 Bayreuth mit dem Fußballspielen und setzte es beim Stadtrivalen SpVgg Bayreuth fort. 1996 wechselte er in die Jugendabteilung des FC Bayern München; mit der B-Jugendmannschaft gewann er am 20. Juli 1997 in Unterhaching mit dem 3:0-Sieg über die B-Jugendmannschaft von Werder Bremen die Deutsche B-Juniorenmeisterschaft. Zur Saison 1999/2000 rückte er in die zweite Mannschaft auf, für die er in zwei Spielzeiten 16 Punktspiele in der drittklassigen Regionalliga Süd bestritt. Sein Debüt im Seniorenbereich gab er am 14. August 1999 (3. Spieltag) beim 2:1-Sieg im Auswärtsspiel gegen den Karlsruher SC II.
Zur Saison 2001/02 wurde er vom Ligakonkurrenten Wacker Burghausen verpflichtet, für den er mit seinen Punktspielen an den letzten beiden Spieltagen Anteil an der Süddeutschen Meisterschaft hatte. In der Folgesaison trug er mit fünf Punktspielen (2 Siege, 1 Unentschieden, 2 Niederlagen) zum Klassenerhalt in der 2. Bundesliga bei.
Anschließend wurde er vom Bundesligisten TSV 1860 München verpflichtet. Er gehörte dem Kader der ersten Mannschaft an, spielte jedoch ausschließlich für die Amateurmannschaft in der viertklassigen Bayernliga.
Von 2005 bis 2007 bestritt er 80 Punktspiele für den Halleschen FC in der viertklassigen Oberliga Nordost. Danach kehrte er nach Bayern zurück und schloss sich der zweiten Mannschaft der SpVgg Bayern Hof für sechs Monate an, ehe er sich zu Jahresbeginn 2008 dem 1. FC Schweinfurt 05 in der fünftklassigen Bayernliga anschloss. Mit dem Abstieg der Schweinfurter in die Landesliga Bayern, verließ er den Verein und schloss sich dem Ligakonkurrenten und Aufsteiger in die Landesliga Bayern TSV Neudrossenfeld an, für den er bis Saisonende 2015, die letzte Saison – Aufstieg bedingt – in der Bayernliga Nord, 161 Punktspiele bestritt.

## Erfolge
- Süddeutscher Meister 2002 (mit Wacker Burghausen)
- Deutscher B-Juniorenmeister 1997 (mit dem FC Bayern München)